# Callao
Callao – największy i najważniejszy port w Peru położony 12 km na zachód od stolicy państwa, Limy.
Callao jest jednym z 25 regionów Peru, składającym się z pojedynczej prowincji, która obejmuje 7 dystryktów.  

## Gospodarka
W mieście rozwinął się przemysł spożywczy, chemiczny, drzewny, stoczniowy oraz hutniczy. W Callao  znajduje się port rybacki oraz międzynarodowy port lotniczy.

## Dane ogólne
- Liczba ludności: 813 264 (2005)
- Gęstość zaludnienia: 5608,4/km²
- Powierzchnia: 146,98 km²

## Historia
Callao zostało założone przez Hiszpanów w 1537 roku i stało się jednym z najważniejszych portów handlowych na Pacyfiku. W 1746 roku port został całkowicie zniszczony przez podmorskie trzęsienie ziemi. 2 maja 1866 roku podczas wojny z Chile i Peru, hiszpańska flota zbombardowała miasto, powodując spore zniszczenia, lecz ogień fortów Callao uszkodził też część okrętów. W latach 1940 i 1966 port ponownie nawiedziły trzęsienia ziemi.
Obecnie jest to ważny ośrodek gospodarczy kraju. Dominuje przemysł spożywczy, chemiczny, drzewny, stoczniowy oraz produkcji mączki rybnej. Pomiędzy Callao a metropolią Limy jest połączenie, choć utrzymywana tam jest oddzielna administracja. W Callao znajduje się port lotniczy Jorge Chávez i Uniwersytet Państwowy Callao.
Z Callao pochodzi Lorenzo León Alvarado, peruwiański duchowny rzymskokatolicki, biskup Huacho.

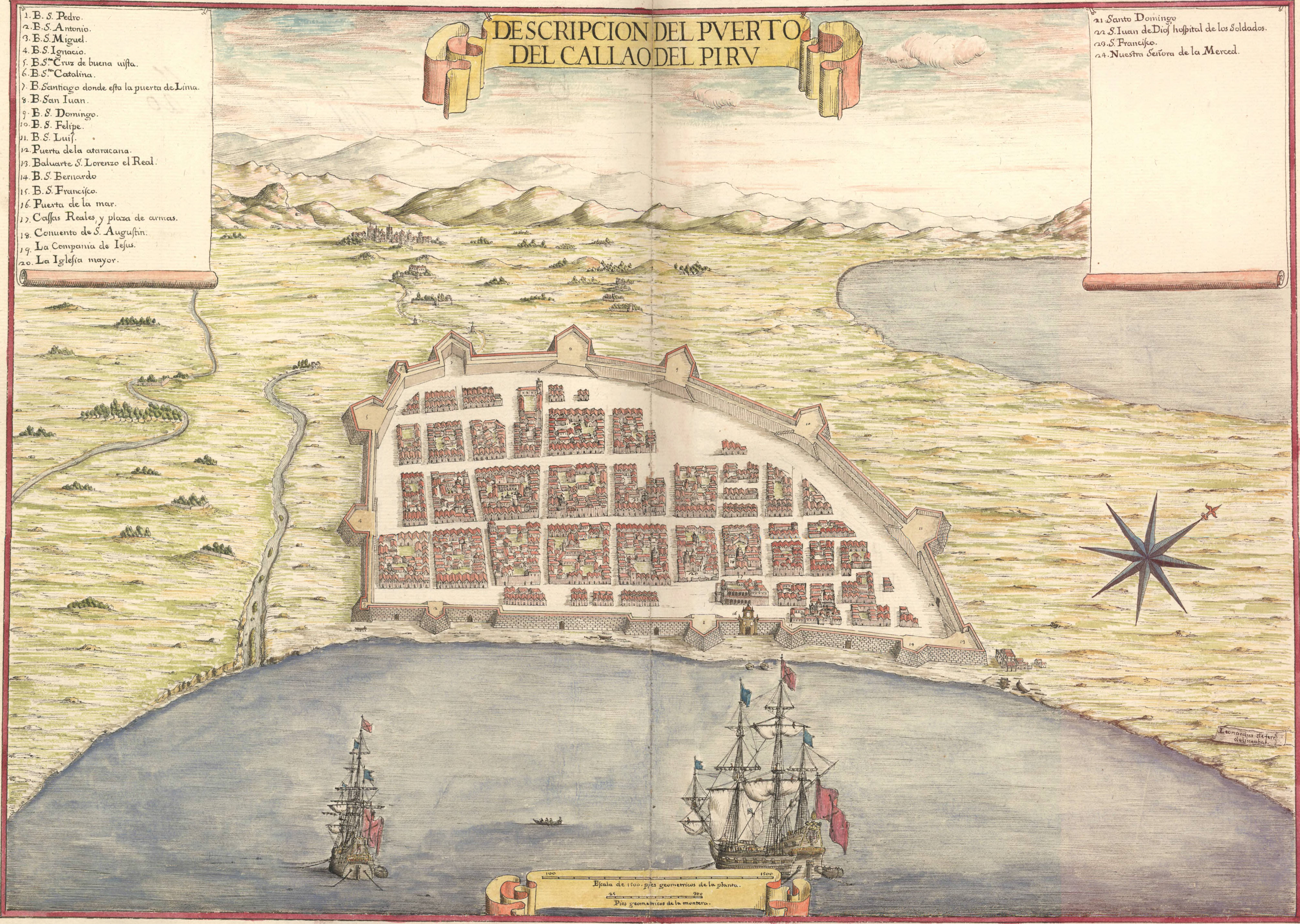
Callao (1655)
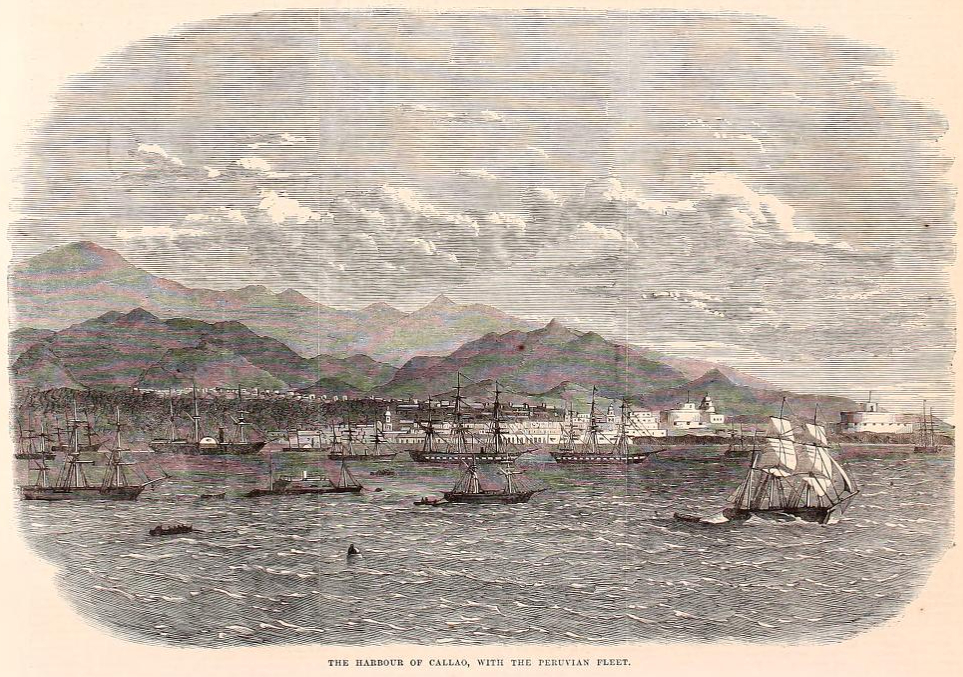
Zatoka portowa w Callao (1864)